# Ardisia ridsdalei
Ardisia ridsdalei är en viveväxtart som beskrevs av C.M.Hu. Ardisia ridsdalei ingår i släktet Ardisia och familjen viveväxter. Inga underarter finns listade i Catalogue of Life.